# 테우데리쿠스 4세 (툴루즈 백작)
테오도리히 4세(Theoderic IV of Autun) 혹은 티에리 4세(Thierry IV, 720년? - 782년)는 프랑크 왕국의 귀족이자 오툉의 백작이었다. 아우스트라시아의 왕 다고베르트 2세의 후손이며 지게베르트 4세의 손자였다.

## 같이 보기
- 다고베르트 2세
- 지게베르트 4세
- 클로비스 2세
- 기욤 드 젤론